# Hydrophorus rasnitsyni
Hydrophorus rasnitsyni är en tvåvingeart som beskrevs av Negrobov 1977. Hydrophorus rasnitsyni ingår i släktet Hydrophorus och familjen styltflugor. Inga underarter finns listade i Catalogue of Life.